# Ángel Manrique
Ángel Manrique (Burgos, 1577-Badajoz, 1649). Religioso cisterciense, obispo y arquitecto español.
Nació en Burgos de familia ilustre el año 1577. Fue catedrático de prima de Salamanca, predicador del rey, general de su orden, obispo de Badajoz. Célebre por varios escritos y en particular por los Anales Cistercienses. 
Estudió las matemáticas, también, por gusto, la arquitectura e hizo el diseño de la famosa escalera del colegio de San Bernardo de Salamanca. Está entre cuatro muros y sin tener estribo en el un extremo sustenta por escalones losas de notable tamaño sirviéndoles solamente de apoyo su mismo corte en forma de dovelas. Suele usarse este arbitrio donde hay poco espacio y se necesita una escalera escusada pero las escaleras principales, pide la razón se ejecuten de modo que no parezca se sostienen por milagro.
Falleció el año de 1649 
| Predecesor: José de la Zerda | Obispo de Badajoz 1645-1649 | Sucesor: Diego López de la Vega |